# Fałd nalewkowo-nagłośniowy
Fałd nalewkowo-nagłośniowy (łac. plica aryepiglottica) – w anatomii człowieka parzysty fałd błony śluzowej krtani biegnący od szczytu chrząstki nalewkowatej ku przodowi, górze i bocznie do bocznego brzegu nagłośni. Jego podłożem jest górny brzeg błony czworokątnej, przebiega w nim także mięsień nalewkowo-nagłośniowy. W jego tylnej części znajdują się dwie wyniosłości – guzek klinowaty, inaczej guzek Wrisberga (tuberculum cuneiforme, tuberculum Wrisberg), wytworzony przez chrząstkę klinowatą i guzek różkowaty, inaczej guzek Santoriniego (tuberculum corniculatum, tuberculum Santorini), wytworzony przez chrząstkę różkowatą.